# Babbitt (Sinclair Lewis)

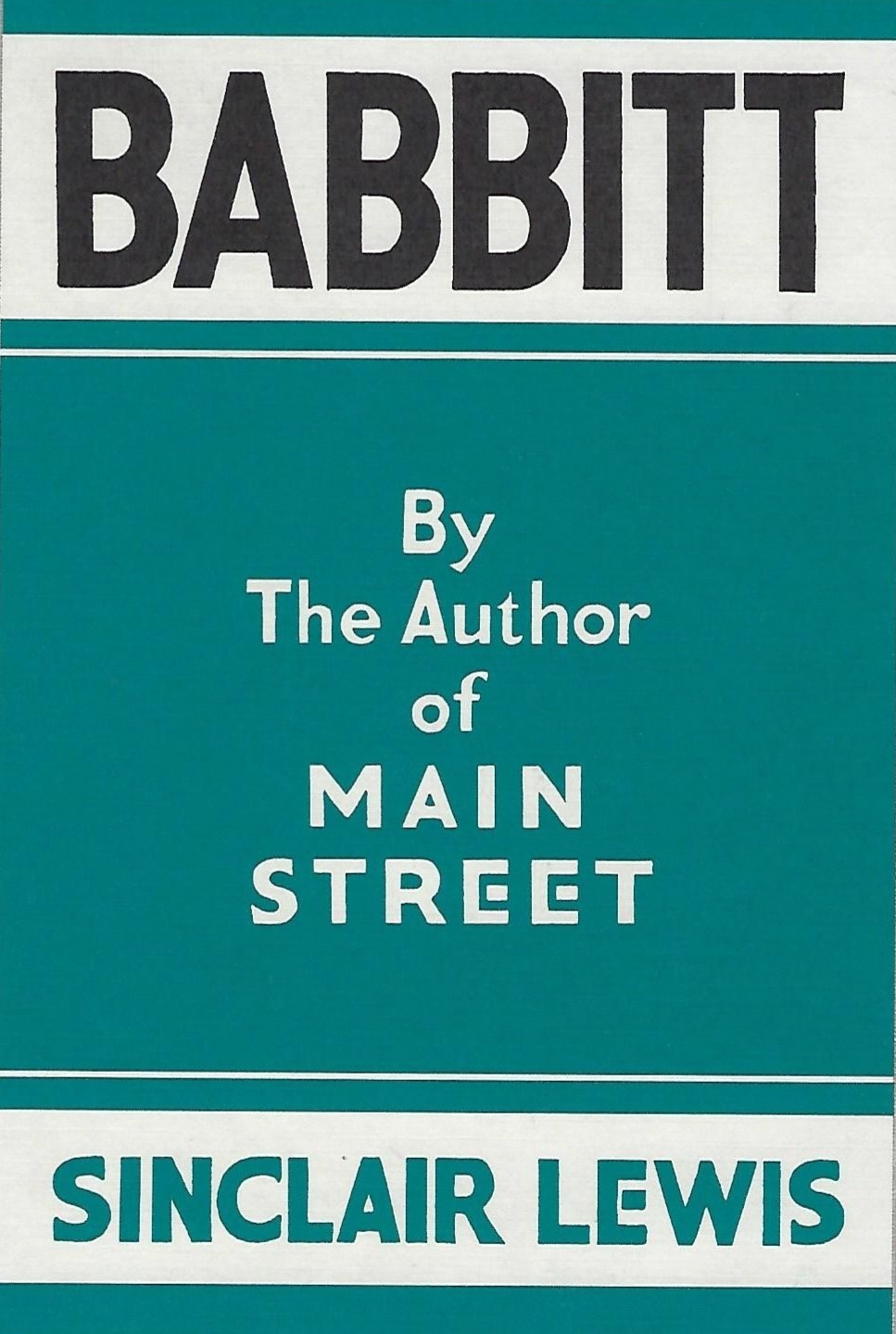
Einband von Babbitt

Babbitt ist ein satirischer Roman des US-amerikanischen Schriftstellers Sinclair Lewis aus dem Jahr 1922, in dem die amerikanische Mittelschicht in der Zeit vor der Weltwirtschaftskrise dargestellt wird.

## Entstehungsgeschichte
Nachdem er seit 1912 mehrere eher weniger beachtete Romane verfasst hatte, erzielte Lewis mit dem Roman „Main Street“ (deutsch „Hauptstraße“), einer satirischen Darstellung der Kleinstadtmythen des Mittleren Westens, im Jahr 1920 einen großen kommerziellen Erfolg. Der Roman „Babbitt“ folgte dann 1922 und „Arrowsmith“, ein Roman über die Probleme im Leben eines idealistischen Arztes im Jahr 1925 – den Pulitzer-Preis dafür lehnte Sinclair allerdings ab. Der Roman „Dodsworth“, in dem die Kleinstadt Zenith wieder als Schauplatz auftritt, erschien 1929. Im Folgejahr war Lewis der erste Amerikaner, dem der Nobelpreis für Literatur verliehen wurde, wobei Lewis die Auszeichnung vorwiegend für den Roman „Babbitt“ erhielt, wie die Jury seinerzeit betonte.

## Handlung
Der Roman schildert das Leben des 46-jährigen Immobilienhändlers George F. Babbitt in der fiktiven Kleinstadt Zenith im amerikanischen Mittleren Westen. Babbitt hat alle Annehmlichkeiten im Leben eines Geschäftsmanns der amerikanischen Mittelschicht erreicht, ist aber mit seinem bürgerlichen Leben unzufrieden. Er ist mit seiner Frau Myra verheiratet und hat drei Kinder: Verona, Ted und Tinka.
Babbitts engster Freund Paul Riesling ist noch weitaus unzufriedener mit seinem Leben. Wollte er in seiner Jugend ein professioneller Geiger werden, fühlt er sich in seinem durchschnittlichen Leben eingeengt und von den Nörgeleien seiner frustrierten Frau Zilla genervt. Obwohl er öfters von einer Scheidung spricht, kann er sich ebenso wenig von seiner Frau trennen, wie sich Babbitt von seinen Zigarren lösen kann. Riesling und Babbitt versuchen aus dem Alltag in Zenith auszubrechen, indem sie einen gemeinsamen Urlaub in Maine machen. Allerdings ist ihre Freude an der neu gefundenen Freiheit nur von kurzer Dauer. Riesling hat einen Seitensprung, der Babbitt dazu veranlasst, die Vorzüge eines sozial angepassten Lebens zu preisen. Kurz nach der Rückkehr haben Riesling und seine Frau einen erneuten Streit, der damit endet, dass Riesling auf seine Frau schießt, woraufhin er inhaftiert und verurteilt wird.
Babbitt ist durch den Verlust der Rieslings, die in seinem Leben einen festen Platz eingenommen hatten, am Boden zerstört. Sein eigener Wunsch nach Rebellion manifestiert sich, als die attraktive Witwe Tanis Judique in sein Leben tritt und er mit ihr eine Affäre beginnt. Gleichzeitig wird Babbitt kritischer gegenüber den konservativen Meinungen seiner Freunde. Als in Zenith ein Generalstreik ausbricht, wagt Babbitt es, einige der Forderungen der Streikenden zu unterstützen und entfremdet sich damit von seinen alten Freunden. Während sich Myra um ihre kranke Schwester kümmert, treibt sich Babbitt herum, trinkt und feiert mit Tanis' unkonventionellen Freunden. Babbitts alte Freunde sind durch seine Rebellion schockiert und versuchen, ihn wieder in ihren inneren Kreis zu locken, aber Babbitt verweigert dies trotzig. Nach ihrer Rückkehr nach Zenith wird Myra misstrauisch gegenüber Babbitts Aktivitäten. Als er endlich zugibt, dass er eine Affäre hat, gibt er ihr die Schuld daran. Babbitt ist jedoch auch von Tanis enttäuscht, als er feststellt, dass ihr Leben in vielerlei Hinsicht genauso konventionell verläuft wie seines. In der Zwischenzeit versuchen Babbitts Freunde, ihn wieder zu seinen alten Wegen zurückzubringen. Als Babbitt sich verweigert, meiden sie ihn und sein Geschäft beginnt zu leiden.
Als Myra schwer an Blinddarmentzündung erkrankt, erkennt Babbitt, dass es für einen Ausstieg aus dem bürgerlichen Leben zu spät ist. Er wird wieder ein treuer Ehemann und bedauert zutiefst den Schmerz, den er seiner Frau zugefügt hat. Babbitts Freunde bieten ihm ihre Unterstützung in der Krise an und Babbitt nimmt dankbar die Chance an, wieder in sein altes Leben zurückzukehren.
Sein Sohn Ted schockiert alle in der Zwischenzeit, als er mit Eunice Littlefield durchbrennt. Babbitt nimmt ihn zur Seite und führt mit ihm ein väterliches Gespräch. Obwohl er will, dass Ted aufs College geht, akzeptiert Babbitt, dass Ted aussteigen und als Mechaniker arbeiten will. Babbitt erklärt seinem Sohn, dass er keines seiner Ziele in seinem Leben erreichen konnte. Deshalb fordert er Ted auf, dem starken Druck zu widerstehen, sich den Erwartungen anderer anzupassen. Babbitt räumt ein, dass es für ihn selbst zu spät ist, um zu rebellieren, aber Ted hat immer noch die Chance, sein eigenes Glück zu finden.

## Personen

### George F. Babbitt
George Babbitt ist ein erfolgreicher Immobilienhändler mittleren Alters in der fiktiven Kleinstadt Zenith. Zu Beginn des Romans ist er ein typisches Mitglied der konformistischen und ignoranten Mittelschicht der Stadt. Auf unbestimmte Weise ist er mit dem eintönigen konventionellen Lebensstil seiner Mitbürger unzufrieden, sein Ausbruch aus seiner spießigen Umgebung ist allerdings nur von kurzer Dauer.

### Myra Babbitt
Myra ist Georges langweilige und treu ergebene Ehefrau. Auch sie ist mit dem Lebensstil der Mittelschicht unzufrieden, wagt aber keinen Ausbruch.

### Ted Babbitt
Ted ist der einzige Sohn von Myra und George, er hat eine jüngere und eine ältere Schwester. Der Teenager will nicht weiter das College besuchen, weil er sich mehr für eine handwerkliche Tätigkeit interessiert. Wie die meisten bürgerlichen Jugendlichen in seinem Alter interessiert er sich für Mädchen, teure Wagen und schöne Bekleidung.

### Tinka Babbitt
Tinka ist das jüngste Kind von Myra und George.

### Verona Babbitt
Verona ist das älteste Kind von Myra und George. Sie hat das Bryn Mawr College besucht und hat eine liberale Weltsicht. Sie will eigentlich einen sozialen Beruf ergreifen, aber ihr Charakter und ihre Einstellungen sind immer noch stark von ihrem spießigen Elternhaus beeinflusst. Sie heiratet Kenneth Escott, einen jungen Reporter der Lokalzeitung in Zenith.

### Henry T. Thompson
Thompson ist Babbitts Schwiegervater und Geschäftspartner. Babbitt hält ihn für provinziell und altmodisch, da er keinen Hochschulabschluss hat.

### Paul Riesling
Paul studierte zusammen mit Babbitt am College und ist sein engster Freund. In jungen Jahren wollte er Berufsmusiker werden, verfing sich aber dann wie Babbitt in der konventionellen Lebensweise eines Geschäftsmannes in einer Kleinstadt. Er steht dem eintönigen, verlogenen Bürgertum von Zenith sehr kritisch gegenüber, auch wenn er Teil davon ist.

### Zilla Riesling
Zilla ist die Ehefrau von Paul Riesling, auch sie ist vom spießigen Kleinstadtleben gelangweilt und lässt ihre Frustration an Paul aus, indem sie ständig an ihm herumnörgelt. Während eines Streits schießt Paul auf sie und verletzt sie. Nachdem Paul dafür für drei Jahre ins Gefängnis gehen muss, wird Zilla religiös.

### May Arnold
May Arnold ist eine Witwe mittleren Alters und Paul Rieslings Verhältnis. Babbitt erfährt von der Affäre, als er die beiden während einer Geschäftsreise nach Chicago zusammen antrifft.

### Seneca Doane
Seneca Doane war Mitstudent von Babbitt und ist ein radikaler Rechtsanwalt. Er tritt für Arbeitnehmerrechte ein und will – allerdings ohne Erfolg – Bürgermeister von Zenith werden. Er kritisiert die vorgefassten Meinungen und materialistischen Werte der bürgerlichen Mittelschicht. Als sich Babbitt in seiner kurzen Rebellion gegen diese Werte stellt, erklärt er zur Verärgerung seiner Freunde seine Unterstützung für Doane.

### Howard Littlefield
Howard Littlefield ist leitender Angestellter bei der Traction Street Company und Babbitts Nachbar und Freund.

### Eunice Littlefield
Eunice ist Howards Tochter. Sie liebt Filme und brennt am Ende des Romans mit Babbitts Sohn Ted durch.

## Rezeption
„Babbitt“ wurde in der amerikanischen Sprache zu einem Synonym für „Spießer“, ebenso wie der Begriff „Babbittry“ für eine bestimmte Form des konformistischen Verhaltens, also des Spießertums.

## Verfilmungen
Babbitt wurde zweimal verfilmt, was Turner Classic Movies als „beeindruckend für einen Roman, der kaum eine Handlung hat“ beschreibt. Beide Filme entstanden bei Warner Bros.
- Die erste Verfilmung war ein 1924 veröffentlichter Stummfilm mit Willard Louis als George F. Babbitt. Laut Warner Bros. kostete der Film 123.000 US-$ und spielte 306.000 US-$ wieder ein.[5]
- Die zweite Adaption erfolgte 1934 als Tonfilm mit Guy Kibbee in der Hauptrolle unter Regie von William Keighley. Dieser Film nimmt sich mit der Handlung Freiheiten, übertreibt Babbitts Affäre und beschreibt einen Immobiliendeal, der im Roman nicht vorkommt.[6]